# Kappa Pyxidis
Kappa Pyxidis (κ Pyxidis, förkortat Kappa Pyx, κ Pyx) som är stjärnans Bayerbeteckning, är en vid ensam stjärna belägen i den nordöstra delen av stjärnbilden Kompassen. Den har en skenbar magnitud på 4,56 och är synlig för blotta ögat där ljusföroreningar ej förekommer. Baserat på parallaxmätning inom Hipparcosuppdraget på ca 5,8 mas, beräknas den befinna sig på ett avstånd på ca 560 ljusår (ca 170 parsek) från solen.
Kappa Pyxidis rör sig genom Vintergatan med en hastighet av 53,7 km/s i förhållande till solen. Den kommer närmast solen om 2,6 miljoner år och kommer då att ha en skenbar magnitud på 3,34 från ett avstånd av 308 ljusår.

## Egenskaper
Kappa Pyxidis är en orange till röd jättestjärna av spektralklass K4/K5 III. Den har en radie som är ca 44 gånger större än solens och utsänder från dess fotosfär ca 965 gånger mera energi än solen vid en effektiv temperatur på ca 3 900 K.
Kappa Pyxidis är en variabel stjärna av osäker typ, som ändrar skenbar magnitud med en amplitud på 0,0058 enheter över en period av 8,5 dygn. Den har visuell följeslagare av 10:e magnitud separerad med 2,1 bågsekunder.